# Kecapi (Kalianda)
Kecapi is een bestuurslaag in het regentschap Lampung Selatan van de provincie Lampung, Indonesië. Kecapi telt 1361 inwoners (volkstelling 2010).